# Tropiduchus albicans
Tropiduchus albicans är en insektsart som först beskrevs av Walker 1858.  Tropiduchus albicans ingår i släktet Tropiduchus och familjen Tropiduchidae. Inga underarter finns listade i Catalogue of Life.